# آلمامی توره
آلمامی توره (انگلیسی: Almamy Touré؛ زادهٔ ۲۸ آوریل ۱۹۹۶) بازیکن فوتبال اهل مالی است که در پست مدافع برای آینتراخت فرانکفورت در بوندسلیگا بازی می‌کند.